# Pseudocheirus occidentalis
Il coda ad anello occidentale (Pseudocheirus occidentalis Thomas, 1888) è un marsupiale arboricolo della famiglia degli Pseudocheiridi presente unicamente nell'Australia Occidentale.

## Descrizione
Il coda ad anello occidentale ha una lunghezza testa-corpo di 32-40 cm e una coda di 30-40 cm; pesa 820-1100 g, ma alcuni esemplari possono raggiungere anche i 1300 g. È ricoperto da una pelliccia grigio-bruna, color bianco-crema nella regione ventrale; presenta macchie chiare dietro agli occhi. Si distingue dal coda ad anello comune (Pseudocheirus peregrinus) per la mancanza di zone di colore rossiccio sul manto. Ha una lunga coda prensile, con una caratteristica chiazza bianca all'estremità.
Al momento della sua scoperta lo P. occidentalis venne classificato come una specie a sé, ma gli autori successivi lo descrissero come una sottospecie di P. peregrinus. Negli ultimi anni, tuttavia, è tornata prevalente l'ipotesi di considerarlo una specie separata.

## Biologia

### Comportamento
Il coda ad anello occidentale è una creatura vegetariana arboricola e notturna che occupa territori relativamente piccoli, 0,5-6 ettari, a seconda del tipo di habitat. Trova riparo nelle cavità degli alberi e costruisce nidi sulla chioma degli alberi. Conduce vita prevalentemente arboricola, ma spesso si aggira nel sottobosco o su terreni aperti alla ricerca di cibo o per trovare riparo. Sono stati trovati rifugi anche a livello del terreno, seppur in rare occasioni, dal momento che la specie preferisce rifugiarsi sulle cime degli alberi; talvolta è stata vista anche occupare i cunicoli scavati dai conigli.

### Alimentazione
Si nutre di foglie, frutta, fiori, corteccia e linfa di piante appartenenti alla famiglia delle Mirtacee. Ricava la maggior parte dei nutrienti necessari dagli alberi di jarrah (Eucalyptus marginata) e marri (Corymbia calophylla), nonché dagli alberi della menta (Agonis flexuosa).

### Riproduzione
Le nascite, generalmente di un unico piccolo, avvengono soprattutto in inverno. Il piccolo emerge dal marsupio a circa tre mesi di età, quando pesa circa 125 g, e viene allattato fino a 6-7 anni, quando raggiunge un peso di circa 550 g.

## Distribuzione e habitat
Il coda ad anello occidentale vive solamente nell'estremità sud-occidentale dell'Australia Occidentale; attualmente il suo areale è ridotto a poche chiazze di foreste di eucalipto tra la baia di Two Peoples e il fiume Collie, mentre la popolazione che si spinge più all'interno vive nella zona di Perup. Predilige le foreste costiere di Agonis flexuosa, ma il suo areale comprende anche i giardini urbani delle città di Busselton e Albany.

## Conservazione
Il numero di esemplari e l'areale di coda ad anello occidentale sono notevolmente diminuiti a causa della distruzione dell'habitat e della predazione da parte delle volpi rosse. Questi sono i principali fattori di rischio che tuttora minacciano la sopravvivenza della specie. Alcune popolazioni sono minacciate anche dagli incendi stagionali, che spazzano via i rifugi disponibili e le fonti di cibo, causando carestie. La IUCN classifica P. occidentalis tra le specie vulnerabili (Vulnerable).